# AI崩壊
『AI崩壊』（エーアイほうかい）は、2020年1月31日に全国公開された日本のSF・パニック映画である。監督・脚本は入江悠、主演は大沢たかお。2030年の日本を舞台に、突如として暴走を始めたAIとそれを阻止しようと奔走する天才科学者の攻防を描く。
キャッチコピーは「その日、AIが命の選別を始めた」。

## あらすじ
舞台は（公開時点から10年後の）2030年。高齢化と格差社会が進展し、人口の4割が高齢者と生活保護者となった日本。自動車やスマート家電などとも連携し、国民の健康と個人情報を管理する医療用人工知能 (AI) 「のぞみ」は生活に必要不可欠なライフラインとなっていた。そんなある日、「のぞみ」が突如として暴走を開始、“人間の生きる価値”を勝手に選別し始め、生きる価値がないと判定された人間の殺戮を開始した。警察は「のぞみ」を暴走させたテロリストが「のぞみ」の開発者である天才科学者・桐生浩介だと断定。逃亡する桐生をAI監視システムを駆使して追跡する。事件のカギを握るのは、桐生と、「のぞみ」を管理していた桐生の義弟・西村悟。桐生は警察の追っ手から逃れながら、AIの暴走を阻止しようと奔走する。

## 登場人物
桐生浩介
演 - 大沢たかお
画期的なAI「のぞみ」を開発した天才科学者。AIの不認可故に妻を失い娘を連れてシンガポールへ移住。
西村悟
演 - 賀来賢人
浩介の義弟。浩介の開発したAIの運営と管理を行っているHOPE社の代表取締役。
奥瀬久未
演 - 広瀬アリス
警視庁捜査一課の新米の刑事。合田とペアを組む。
桜庭誠
演 - 岩田剛典
警察庁警備局の理事官。サイバー犯罪対策課を指揮する。
望月剣
演 - 髙嶋政宏
サイバー犯罪対策課係長。桜庭の部下。
林原舞花
演 - 芦名星
サイバー犯罪対策課捜査官。桜庭の部下。
飯田眞子
演 - 玉城ティナ
HOPE社の社員で、有能な広報担当。
橋本翔太
演 - 中野剛
官僚。
川本耕三
演 - 川守田政人
爆発物処理班。
田中英子
演 - 余貴美子
初の女性内閣総理大臣。
岸謙作
演 - 酒向芳
副総理。田中総理死去直後に総理に就任。国家保安法案を推し進めている。
桐生心
演 - 田牧そら、落井実結子(幼少)
浩介の一人娘。日本への帰国を切望していた。
桐生望
演 - 松嶋菜々子
浩介の妻。悟の実姉。浩介と一緒にAI「のぞみ」の研究をしていたがガンにより死去。生存中にAI「のぞみ」が認可されていれば治療法が発見されて生きながらえた可能性があるとされる。
合田京一
演 - 三浦友和
定年が近い所轄のベテラン刑事。奥瀬とペアを組む。桜庭とは捜査方針で対立する。
前川健吾
演 - 野間口徹
HOPE社データセンター所長。
大河原宏
演 - マギー
HOPE社の広報担当。
一ノ瀬湊
演 - 黒田大輔
HOPE社の天才エンジニア。
富永英人
演 - 毎熊克哉
デイリーポストの編集者。
過激派
演 - 内藤正記
漁師
演 - 蛍雪次朗

## スタッフ
- 監督・脚本：入江悠
- 音楽：横山克
- 主題歌：AI「僕らを待つ場所」（EMI Records / UNIVERSAL MUSIC）[9]
- 企画・プロデューサー：北島直明
- 製作：沢桂一、池田宏之、菊川雄士、石垣裕之、森田圭、武田京市、弓矢政法、平野ヨーイチ、田中祐介、角田真敏、小泉貴裕
- エグゼクティブプロデューサー：伊藤響、松橋真三
- ラインプロデューサー：佐藤圭一朗
- 撮影：阿藤正一
- 照明：市川徳充
- 録音：古谷正志
- 美術：小島伸介
- 装飾：酒井拓磨
- 編集：今井剛
- スーパーヴァイジングサウンドエディター：勝俣まさとし
- VFXスーパーバイザー：赤羽智史
- スタイリスト：荒木里江
- ヘアメイク：本田真理子
- 監督補：岸塚祐季
- 助監督：山岸一行
- 制作担当：吉田信一郎
- AI監修：松尾豊（東京大学大学院 工学系研究科 教授）、松原仁（公立はこだて未来大学 教授）、大澤博隆（筑波大学 システム情報系 助教）
- サイバーセキュリティ監修：草場英仁
- 犯罪心理学監修：越智啓太（法政大学）
- 警察監修：古谷謙一
- 医療監修：上村徳郎
- 医事監修：堀エリカ
- 配給：ワーナー・ブラザース映画
- 制作プロダクション：CREDEUS
- 製作幹事：日本テレビ放送網
- 製作：映画「AI崩壊」製作委員会（日本テレビ放送網、ワーナー・ブラザース映画、読売テレビ放送、WOWOW、KDDI、電通、ジェイアール東日本企画、コアインターナショナル、GYAO、講談社、CREDEUS、札幌テレビ放送、宮城テレビ放送、静岡第一テレビ、中京テレビ放送、広島テレビ放送、福岡放送）

## 製作
脚本
監督の入江は「人工知能とはどういうものなのかを知ってもらう」ことが本作品を製作することとなったきっかけであると語り、前後10年で1番インパクトのある技術的発展である人工知能を、ハリウッド映画の『ターミネーター』のような姿にせず生活に身近なものとして捉えることで、人工知能の持つポテンシャルや怖さを実感できるのではないかと考えたという。
日本を代表するAI研究者への取材などを重ね、20稿に及ぶ改稿が行われた。また、厚生労働省が発表する高齢化・少子化に関する10年後の予測数値を参考にするなど、より現実的な未来が描かれている。
撮影
舞台となる2030年代の日本を表現するにあたり、格差の広がりと超高齢化社会を想定し、街中の歩行者などに高齢者やホームレスを多く配置するなど時代観の工夫が凝らされた。CGや千葉県内の倉庫に組み立てられた巨大なセットを使った撮影のみならず、名古屋や大阪での追跡劇など各地でのロケにもこだわりをみせた。また、入江は自ら人工知能学会に入会して取材を行うなど、リアリティと緻密さにこだわり「『現代と少し先の未来はこういうところが変わっているのか』と気づいてもらえるよう努力した」と述べている。
2018年12月22日にクランクインし、2019年2月26日にクランクアップした。
主題歌
主題歌にはAIが起用され、楽曲「僕らを待つ場所」が本作品のために書き下ろされた。AIはこの曲について「温かい生の声を伝えるために今までの曲の中でも最もシンプルな音にし、映画のイメージがもつ機械的な音を避けた」と述べている。また、監督の入江はAIを起用した理由について、「『AI VS 人間』ではなく『AIを取り扱う人間』が描かれる本作品において、ソウルフルなシンガーであるAIの力強い歌声が必要だった」と語っている。

## 封切り
2020年1月31日に公開され、全国346スクリーンで上映された。興行通信社の映画動員ランキングでは初登場1位で、1月31日・2月1日の2日間での動員は16万5000人、興収は2億2500万円を記録した。

## 評価
キネマ旬報社が運営するKINENOTEの「キネ旬Review」では、映画評論家の川口敦子は「往年のハリウッドB級映画にいたような要となる脇役、老いぼれ＋新米刑事コンビがもひとつぴりりと小気味よく機能してこない」と評価、佐野亨は、画面づくりに70年代ポリティカルサスペンスへの愛着が見られると述べ、荒唐無稽な内容でありながらも、全体を取り囲む状況にリアリティがあると評した。

## 関連商品
- AI崩壊（著：浜口倫太郎、2019年11月14日、講談社文庫、ISBN 978-4-06-517743-3） - 小説版
- 【初回仕様】AI崩壊 ブルーレイ&DVDセット プレミアム・エディション（2020年5月20日発売、ワーナー・ブラザース ホームエンターテイメント、品番：1000764969）
- AI崩壊 ブルーレイ&DVDセット（2020年5月20日発売、ワーナー・ブラザース・ホームエンターテイメント、品番：1000764970）